# Proteinania
Proteinania é um gênero de traça pertencente à família Arctiidae.